# Korg RADIAS
De Korg RADIAS is een virtueel analoge synthesizer die door Korg van 2006 tot 2010 werd geproduceerd.

## Kenmerken
De geluidsbron van de Radias is gebaseerd op de Korg OASYS-synthesizer waarmee een aantal typen klanksynthese mogelijk is. Zo kan phase distortion-synthese worden gecombineerd met subtractieve synthese. Hiermee is het mogelijk om een realistische nabootsing (emulatie) te creëren van enkele historische Korg-synthesizers.
Het model heeft twee ingebouwde sequencers met 32 stappen, die gecombineerd 64 stappen vormen. Ook is er een vocoder met samplingfunctie van 7,5 seconden. De keyboardversie is aanslaggevoelig, maar heeft geen aftertouch. Het is mogelijk om een externe geluidsbron door de interne filters en omhullende (envelopes) te leiden.
Er zijn 256 ingebouwde patches. Deze zijn verdeeld in 16 groepen van elk 16 klanken. Er zijn 128 sjablonen die toegepast kunnen worden om eenvoudig eigen klanken te programmeren.
De 40 aanwezige draaiknoppen kunnen gebruikt worden voor het beïnvloeden van de klank. Onderaan zijn 16 trigger-knoppen te vinden die gebruikt worden voor de step-sequencer, of het inspelen van noten.
De klankmodule neemt 4U in beslag wanneer deze is ingebouwd in een rack. Doordat de aansluitingen bovenop het instrument zitten moet daarboven nog extra ruimte worden vrijgelaten.

## Modellen
De Radias werd aangeboden in twee uitvoeringen; een rackmodule (Radias R), en met een bijpassend klavier en ophangsysteem (Radias RD-KB). In 2007 bracht Korg een eenvoudiger model met minder functies uit, de Radias R3.

## Bekende gebruikers
Bekende gebruikers van de RADIAS zijn Jordan Rudess, Tangerine Dream, J.R. Rotem en Ferry Corsten.